# Ahti Hammar
Ahti Hammar, auch Ahtisaari Hammar (* 9. September 1911 in Helsinki; † 26. Januar 1979 ebenda) war ein finnischer Maler, Lithograf und Heraldiker.
Er entwarf und überarbeitete viele finnische Gemeindewappen. Eine erfolgreiche Zusammenarbeit pflegte er mit Gustaf von Numers und Olof Eriksson.